# ماتیلدا براون
ماتیلدا براون (انگلیسی: Matilda Brown؛ زادهٔ ۱۹۸۷ (۳۷–۳۸ سال)) کارگردان، فیلم‌نامه‌نویس و بازیگر اهل استرالیا است. وی از سال ۱۹۹۶ میلادی تاکنون مشغول فعالیت بوده‌است. او یک خواهر بزرگتر به نام رزی و یک برادر کوچکتر به نام جو دارد که آنها نیز به عنوان بازیگر کار می کنند و البته پدرش برایان براون که از بازیگران مطرح استرالیایی است.

از فیلم‌هایی که وی در آن نقش داشته‌است می‌توان به پالم بیچ اشاره کرد.
فیلم کوتاه او به نام چگونه خدا کار می کند در مرحله نهایی مسابقات تروپ‌فست در سال 2010 حضور داشت.